# Serbska Akademia Nauk i Sztuk
Serbska Akademia Nauk i Sztuk (serb. Српска академија наука и уметности, САНУ, SANU) – najbardziej prestiżowa organizacja naukowo-badawcza w Serbii, założona 1 listopada 1886 jako Królewska Serbska Akademia Nauk.

## Przewodniczący SANU
Przewodniczący Serbskiej Akademii Nauk i Sztuk (wcześniej Królewskiej Serbskiej Akademii Nauk):
- 1887–1888 Josif Pančić
- 1888–1889 Čedomilj Mijatović(inne języki)
- 1892–1895 Dimitrije Nešić(inne języki)
- 1896–1899 Milan Đ. Milićević(inne języki)
- 1899 Jovan Ristić
- 1899–1900 Sima Lozanić(inne języki)
- 1900–1903 Jovan Mišković
- 1903–1906 Sima Lozanić(inne języki)
- 1906–1915 Stojan Novaković
- 1915–1921 Jovan Žujović
- 1921–1927 Jovan Cvijić
- 1928–1931 Slobodan Jovanović
- 1931–1937 Bogdan Gavrilović(inne języki)
- 1937–1960 Aleksandar Belić
- 1960–1965 Ilija Đuričić
- 1965–1971 Velibor Gligorić(inne języki)
- 1971–1981 Pavle Savić(inne języki)
- 1981–1994 Dušan Kanazir(inne języki)
- 1994–1998 Aleksandar Despić(inne języki)
- 1999–2003 Dejan Medaković(inne języki)
- 2003–2015 Nikola Hajdin
- 2015–2023 Vladimir Kostić
- 2023– Zoran Knežević